# Raymunida lineata
Raymunida lineata is een tienpotigensoort uit de familie van de Munididae. De wetenschappelijke naam van de soort is voor het eerst geldig gepubliceerd in 2005 door Osawa.